# Liptovské Matiašovce
Liptovské Matiašovce (allemand : Matheschowitz, hongrois : Liptómattyasóc) est un village de Slovaquie situé dans la région de Žilina.

## Histoire
La première mention écrite du village date de 1416.

## Démographie

### Évolution de la population
| Année:               | 1994. | 2004.   | 2014.   | 2024.   |
| -------------------- | ----- | ------- | ------- | ------- |
| Nombre de personnes: | 303   | 289     | 299     | 321     |
| Différence:          |       | -4,62 % | +3,46 % | +7,35 % |

| Année:               | 2023. | 2024.   |
| -------------------- | ----- | ------- |
| Nombre de personnes: | 322   | 321     |
| Différence:          |       | -0,31 % |